# Hermaea
Genre
Synonymes
- voir paragraphe #Synonymes

Hermaea est un genre de mollusques gastéropodes sacoglosses  de la famille des Hermaeidae.

## Synonymes
- Hermaeopsis A. Costa, 1869[1]
- Physopneumon A. Costa, 1864[1]

## Liste des espèces
Selon World Register of Marine Species (29 novembre 2018) :
- Hermaea bifida (Montagu, 1816)
- Hermaea boucheti Cervera, Garcia-Gomez & Ortea, 1991
- Hermaea cantabra Caballer & Ortea, 2015
- Hermaea coirala Marcus, 1955
- Hermaea conejera Ortea, Moro & Caballer, 2016
- Hermaea cruciata Gould, 1870
- Hermaea cubana Caballer & Ortea, 2013
- Hermaea evelinemarcusae K. R. Jensen, 1993
- Hermaea ghanensis Caballer, Ortea & Moro, 2006
- Hermaea hillae Marcus & Marcus, 1967
- Hermaea minor Bergh, 1888
- Hermaea nautica Caballer & Ortea, 2007
- Hermaea noto (Baba, 1959)
- Hermaea oliviae (MacFarland, 1966)
- Hermaea paucicirra Pruvot-Fol, 1953
- Hermaea vancouverensis O'Donoghue, 1924
- Hermaea variopicta (A. Costa, 1869)
- Hermaea wrangeliae (Ichikawa, 1993)
- Hermaea zosterae (Baba, 1959)

## Galerie

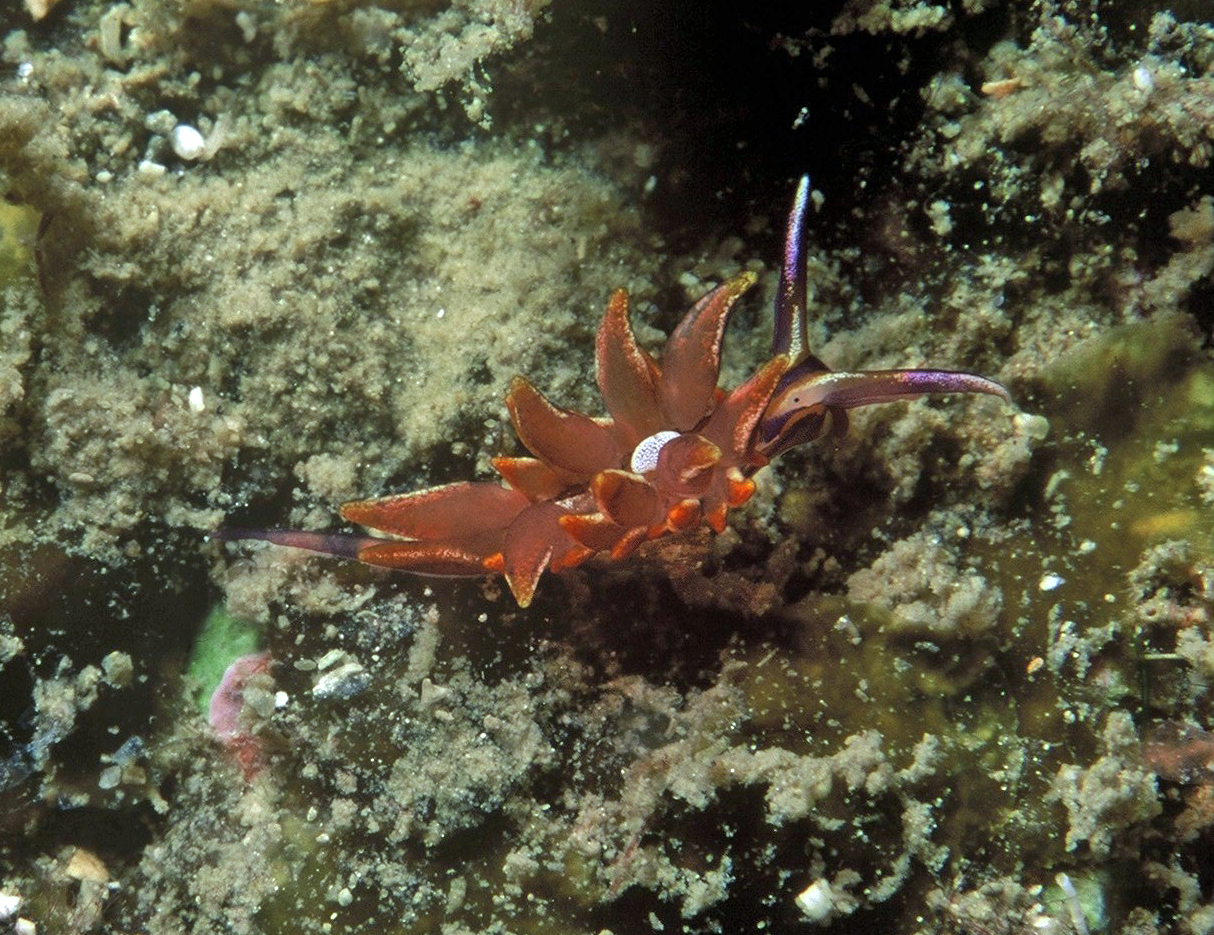
Hermaea variopicta